# Euphrasia slovaca
Euphrasia slovaca är en snyltrotsväxtart. Euphrasia slovaca ingår i släktet ögontröster, och familjen snyltrotsväxter.

## Underarter
Arten delas in i följande underarter:
- E. s. pseudomontana
- E. s. slovaca